# Irský cob

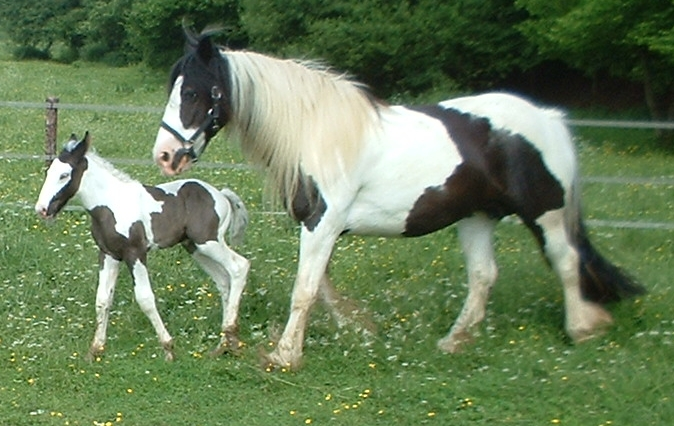
Klisna s hříbětem

Irský cob (čti kob), nebo také Irský tinker je plemeno koní, známé díky své husté hřívě, rousům a ocasu. Irský cob by také měl mít vousy na bradě, které by se mu neměly stříhat.
O vznik se zasloužili především kočovní cikáni již ve středověku. Název Irský tinker vznikl z názvu povolání většiny romů – drátenictví. Kob vznikal křížením Clydesdalských koní, Felllského a Dalleského ponyho, někdy i welsh-cobů, výjimečně Shirských koní.
Koně s nestálým, flekatým zbarvením byli bez výjimky opomíjeni, šlechtitelé se jich rádi zbavovali, což bylo pro Evropany vítaným jevem. Kočovníci vynikali citem pro šlechtění a velmi rychle se učili.
Kočovný život cikánů vytřídil ty nejodolnější jedince, kterým postačila jen velmi chudá pastva. Při svém putování měli cikáni možnost své klisny připouštět čistokrevnými hřebci (dělo se tak tajně, obvykle v noci).

## Vzhled
Tělo je krátké, zavalité s mohutnou zádí a krkem, poměrně širokým hrudníkem a kratší rovnou hlavou. Dosahují kohoutkové výšky kolem 120-160 cm, nejčastěji se vyskytují ve výšce 145 cm. Poznáte je díky husté hřívě, rousům vyrůstajícím již od kolene,vousům na bradě a také hustému a dlouhému ocasu. Zbarvení je u tohoto plemene opravdu rozmanité, avšak nejsou povoleni albíni. Tudíž potkáte nejen strakatého, nebo černého irského coba, ale i v barvě palomino, silver dapple, roan, buckskin, chestnut, bay a mnoho dalších, barvy jsou opravdu různé. 

## Charakteristika
Plemeno vyniká svou dobromyslnou a nezákeřnou povahou. Občas jsou línější, avšak nedělá jim problém skočit jakýkoliv menší skok, nebo to pořádně rozjet. Jsou oblíbenými rodinnými koňmi, svezou i úplného začátečníka a nedělá jim problém i delší pauza od práce. Je to robustní plemeno, které mnohdy vypadá jako tank, ale skrývá se v nich jemná a citlivá duše. 